# کاروتن

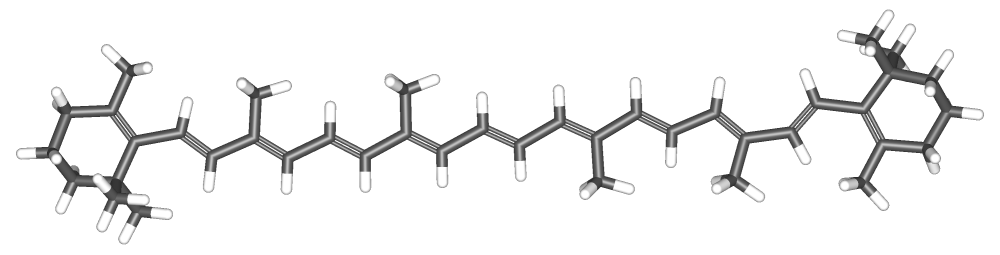
نمودار چوب سه بعدی بتاکاروتن

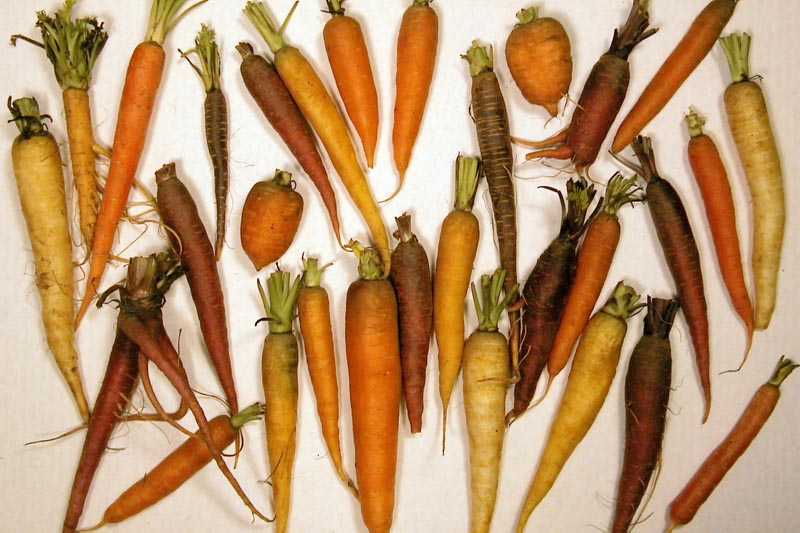
رنگ نارنجی هویجها و رنگ بسیاری از میوه‌ها و سبزیجات دیگر و حتی برخی از حیوانات به دلیل وجود کاروتن است.

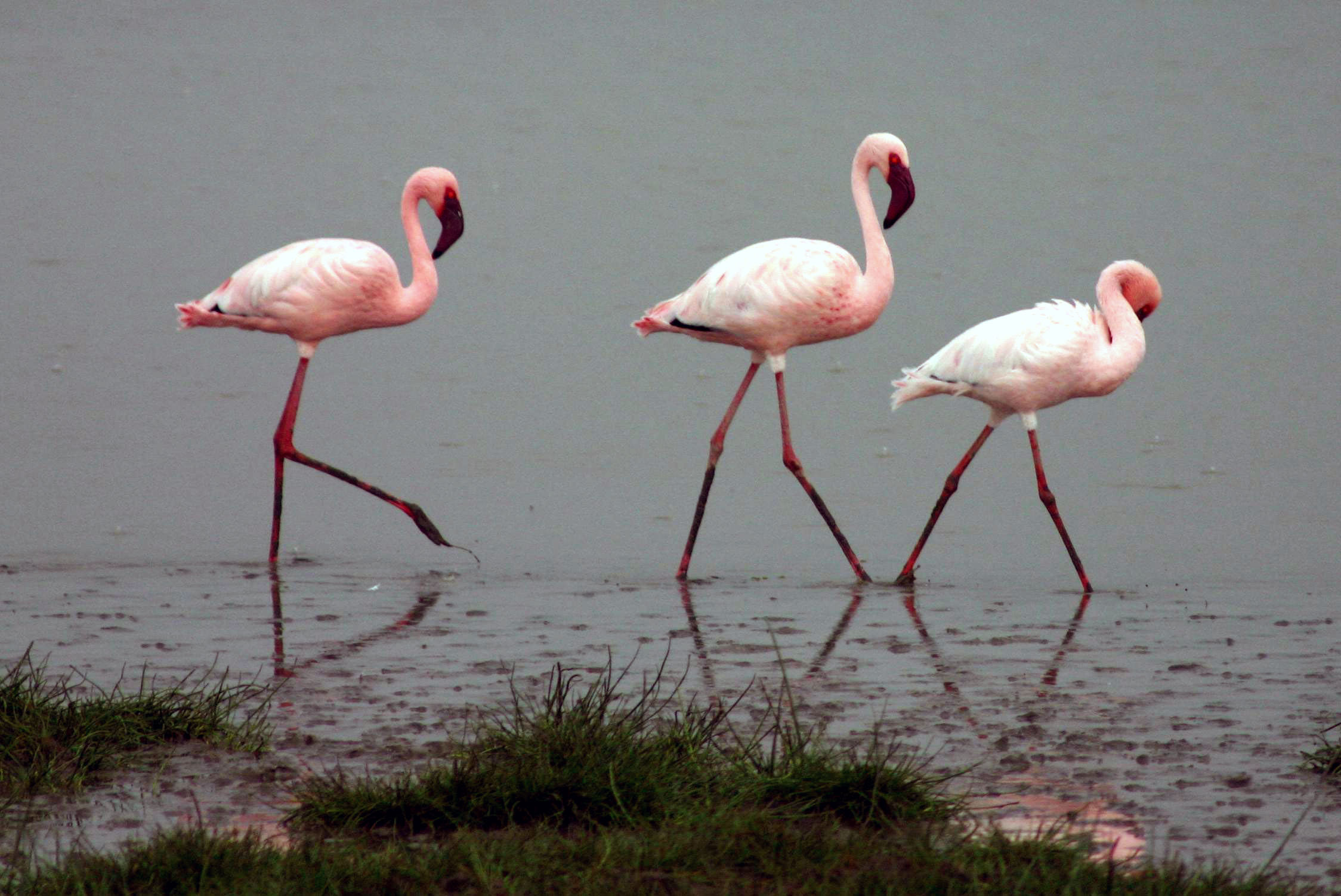
فلامینگوی کوچک در Ngorongoro دهانه، تانزانیا. رنگ صورتی فلامینگوهای وحشی به دلیل وجود آستاگزانتین (یک کاروتنوئید) است که به دلیل رژیم غذایی خود که از آرتمیا تغذیه می‌کند، از آرتمیا جذب می‌کنند و اگر از رژیم غذایی بدون کاروتن استفاده کنند، سفید می‌شوند.

واژه کاروتن (همچنین کاروتن، از carota لاتین، به معنی «هویج») برای بسیاری از هیدروکربن‌های اشباع‌نشده مرتبط مورد استفاده قرار می‌گیرد که فرمول شیمیایی C 40 H x دارند.
1. معمولاً توسط گیاهان تولید می‌شوند و معمولاً توسط جانوران ساخته نمی‌شوند (به استثنای برخی شته‌ها و کنه‌های عنکبوتی که ژن‌های سنتز کننده را از قارچ‌ها به دست آورده‌اند).[۳]
2. کاروتن‌ها هیچ اتم اکسیژنی ندارند.
3. خاصیت شب‌تابی دارند و نورهای فرابنفش، بنفش و آبی را جذب می‌کرده و نور نارنجی یا قرمز و (در غلظتهای کم) نور زرد را منتشر می‌کنند.
4. آب‌گریز اند
5. معمولاً در گیاهان در کرومو پلاست یا کلروپلاست یافت می‌شوند.[۴]

کاروتن‌ها مسئول رنگ نارنجی هویج هستند، به همین دلیل این طبقه از مواد شیمیایی کاروتن نام گرفت، و عامل رنگ بسیاری از سایر میوه‌ها، سبزیجات و قارچ‌ها (به عنوان مثال، سیب زمینی شیرین، کانترل و گرمک نارنجی) است. کاروتنها همچنین مسئول رنگ نارنجی (اما نه همه رنگهای زرد) در شاخ و برگهای خشک هستند. آنها همچنین (در غلظت‌های کمتر) به چربی شیر و کره رنگ زرد می‌دهد. گونه‌های جانوری همه چیز خوار که به نسبت کم از کاروتنوئیدهای رژیمی رنگی به رتینوئیدهای بی‌رنگ تبدیل شده‌اند، در نتیجه احتباس کاروتنوئیدها از بخش سبزیجات رژیم غذایی خود دارای چربی بدن زرد رنگ هستند. چربی معمولی رنگ زرد در انسان و جوجه در نتیجه ذخیره چربی کاروتن‌ها از رژیم غذایی آنها است.
کاروتنها با جذب انرژی نور و انتقال انرژی نوری که جذب کرده‌اند به کلروفیل، به فتوسنتز کمک می‌کنند. آنها همچنین بافتهای گیاهی محافظت با کمک به جذب انرژی از اکسیژن یگانه، یک فرم هیجان زده از O مولکول اکسیژن 2 است که در طول فتوسنتز تشکیل شده‌است.
β- کاروتن از دو گروه رتینیل تشکیل شده‌است و در مخاط روده کوچک انسان توسط β-carotene 15،15'-monooxygenase به شبکیه، شکلی از ویتامین A تجزیه می‌شود. بتاکاروتن را می‌توان در کبد و چربی بدن ذخیره کرد و در صورت نیاز به شبکیه تبدیل کرد، بنابراین برای انسان و برخی دیگر از پستانداران به نوعی ویتامین A تبدیل می‌شود. کاروتن α-کاروتن و γ-کاروتن، با توجه به گروه retinyl تنها خود را (β- یونون حلقه)، همچنین به برخی از فعالیت‌های ویتامین A دارند (هر چند کمتر از β کاروتن)، به عنوان نشانی از اگزانتوفیل کاروتنوئید β- کریپتوکسانتین. همه سایر کاروتنوئیدها، از جمله لیکوپن، هیچ بتا حلقه و در نتیجه هیچ فعالیت ویتامین A (اگر چه ممکن است فعالیت آنتی‌اکسیدانی و فعالیت در نتیجه بیولوژیکی به روش‌های دیگر) است.
گونه‌های جانوری از نظر توانایی تبدیل رتینیل (بتا یونون) حاوی کاروتنوئیدها به شبکیه بسیار متفاوت هستند. گوشتخواران به‌طور کلی تبدیل کننده‌های ضعیفی از کاروتنوئیدهای حاوی رژیم غذایی یونون هستند. گوشتخواران خالص مانند موش خرماها فاقد β کاروتن ۱۵٬۱۵'-مونوکسیژینایز و می‌توانید هر کاروتنوئیدها به retinals در همه (و در نتیجه کاروتن بودن یک فرم از ویتامین A برای این گونه نیست) تبدیل کند. گربه‌ها می‌توانند اثری از بتاکاروتن را به رتینول تبدیل کنند، اگرچه این مقدار برای برآوردن نیاز روزانه به رتینول کافی نیست.

## ساختار مولکولی
از نظر شیمیایی، کاروتن‌ها هیدروکربن‌های چند غیر اشباع هستند که حاوی ۴۰ اتم کربن در هر مولکول، تعداد متغیر اتم‌های هیدروژن و هیچ عنصر دیگری نیستند. برخی از کاروتن‌ها توسط حلقه‌های هیدروکربنی، در یک یا هر دو انتهای مولکول خاتمه می‌یابند. همه به چشم انسان رنگ می‌خورند، به دلیل سیستم‌های گسترده پیوندهای مضاعف دوگانه. کاروتن‌ها از نظر ساختاری تترترپن هستند، به این معنی که از چهار واحد ترپن ۱۰ کربنی، که به نوبه خود از هشت واحد ایزوپرن ۵ کربنی تشکیل می‌شوند، بیوشیمیایی سنتز می‌شوند.
کاروتنها در گیاهان به دو صورت اولیه که با حروف الفبای یونانی تعیین شده‌اند یافت می‌شوند: آلفا کاروتن (α-کاروتن) و بتا کاروتن (β-کاروتن). گاما-، دلتا-، اپسیلون- و زتا کاروتن (γ، δ، ε، و ζ-کاروتن) نیز وجود دارد. از آنجایی که هیدروکربن‌ها هستند و بنابراین اکسیژن ندارند، کاروتن‌ها محلول در چربی و نامحلول در آب هستند (برخلاف دیگر کاروتنوئیدها، گزانتوفیل‌ها، که حاوی اکسیژن هستند و بنابراین از نظر شیمیایی آبگریز نیستند).

## تاریخ
کشف کاروتن از آب هویج به عنوان هاینریش ویلهلم فردیناند واکنرودر شناخته می‌شود، یافته‌ای که در جستجوی داروهای ضد هلمیتیک به دست آمد، که او در سال ۱۸۳۱ منتشر کرد. او آن را در پوسته‌های کوچک یاقوتی قرمز محلول در اتر به دست آورد، که وقتی در چربی‌ها حل شد، "رنگ زرد زیبایی" ایجاد کرد. ویلیام کریستوفر Zeise طبیعت هیدروکربنی آن در ۱۸۴۷ به رسمیت شناخته شده، اما تجزیه و تحلیل خود را به او ترکیبی از C 5 H 8. این لئون آلبرت آرنو در سال ۱۸۸۶ بود که ماهیت هیدروکربوری خود را تأیید کرد و فرمول C 26 H 38 را ارائه داد که به ترکیب نظری C 40 H 56 نزدیک است. آدولف لیبن در مطالعاتی که در سال ۱۸۸۶ منتشر شد، در مورد ماده رنگ آمیزی در جسم زرد، ابتدا با کاروتنوئیدها در بافت حیوانات روبرو شد، اما ماهیت رنگدانه را تشخیص نداد. یوهان لودویگ ویلهلم Thudichum، در ۱۸۶۸–۱۸۶۹، پس از بررسی طیفی استریوسکوپی، اصطلاح " لوتئین " (لوتئین) را برای این دسته از مواد قابل تبلور زرد موجود در حیوانات و گیاهان به کار برد. ریچارد مارتین ویلستاتر، که در سال ۱۹۱۵ جایزه نوبل شیمی را دریافت کرد، عمدتاً به دلیل کار روی کلروفیل، ترکیب C 40 H 56 را تعیین کرد و آن را از گزانتوفیل مشابه اما اکسیژن دار C 40 H 56 O 2 متمایز کرد. با استفاده از هاینریش اشر، در سال ۱۹۱۰، لیکوپن از گوجه فرنگی جدا شد و نشان داده شد که ایزومر کاروتن است. کارهای بعدی که توسط اشر همچنین 'متفاوت لوتئال، رنگدانه در زرده تخم مرغ است که از کاروتن در جسم زرد گاو لاشه.

## اشکال کاروتن

آلفاکاروتن

بتاکاروتن

گاماکاروتن

دلتاکاروتن

## تولید

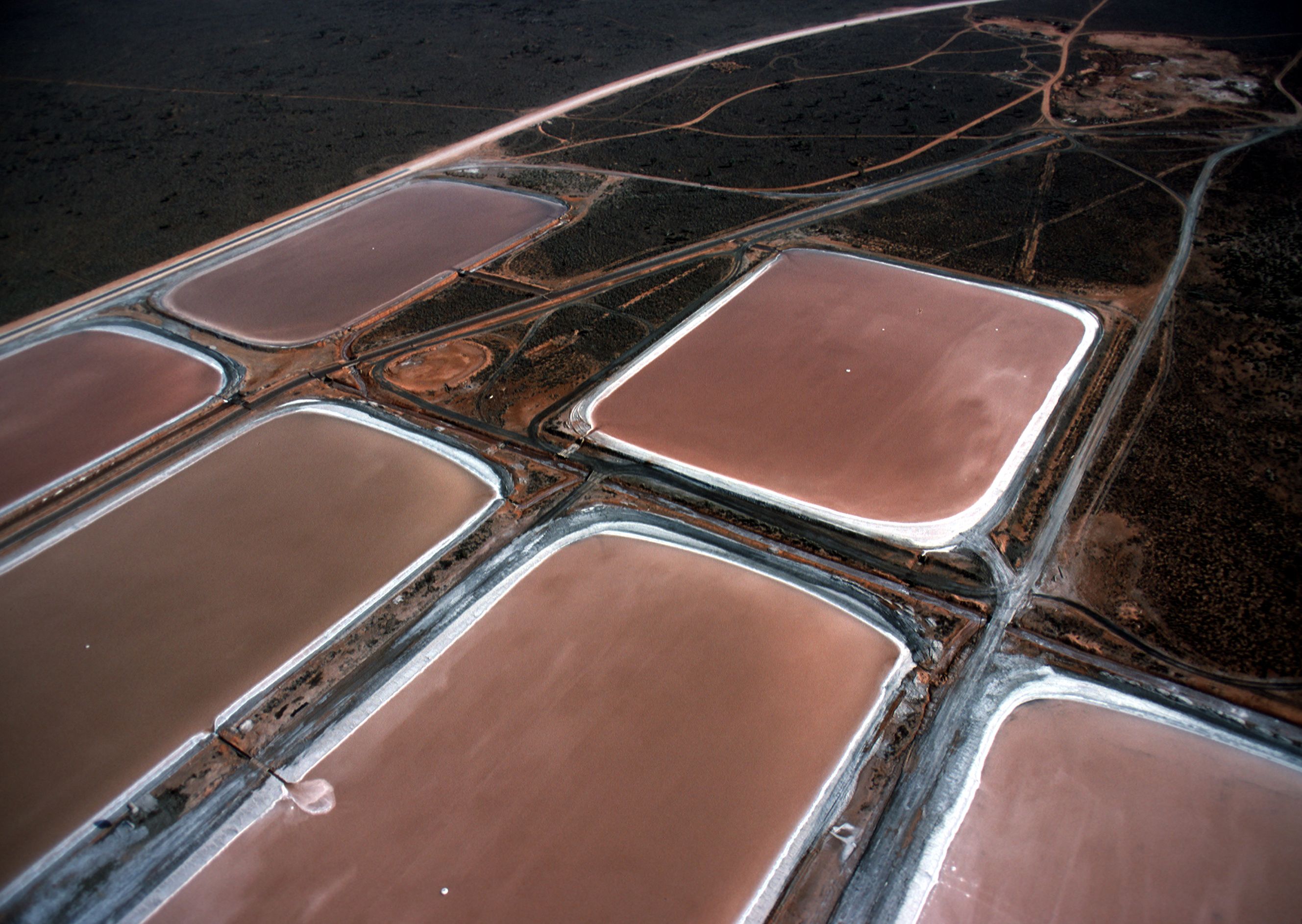
مزارع استخری جلبک در وایالا، استرالیای جنوبی، برای تولید بتاکاروتن استفاده می‌شد.